# In This Light and on This Evening
In This Light and on This Evening — третій студійний альбом британського гурту Editors, представлений 12 жовтня 2009 року на лейблі Kitchenware. Ця платівка стала останньою, в записі якої брав участь Кріс Урбанович (залишив гурт 16 квітня 2012 року). Одразу після випуску альбом очолив британський чарт, проте протримався у топ-40 лише 3 тижні.

## Список композицій
| #  | Назва                               | Тривалість |
| -- | ----------------------------------- | ---------- |
| 1. | «In This Light and on This Evening» | 4:21       |
| 2. | «Bricks and Mortar»                 | 6:21       |
| 3. | «Papillon»                          | 5:24       |
| 4. | «You Don't Know Love»               | 4:39       |
| 5. | «The Big Exit»                      | 4:44       |
| 6. | «The Boxer»                         | 4:40       |
| 7. | «Like Treasure»                     | 4:52       |
| 8. | «Eat Raw Meat = Blood Drool»        | 4:53       |
| 9. | «Walk the Fleet Road»               | 3:47       |

| Додаткова композиція Amazon MP3 | Додаткова композиція Amazon MP3     | Додаткова композиція Amazon MP3 |
| #                               | Назва                               | Тривалість                      |
| ------------------------------- | ----------------------------------- | ------------------------------- |
| 10.                             | «You Don't Know Love» (демо версія) | 4:04                            |

| Додаткова композиція японського видання | Додаткова композиція японського видання | Додаткова композиція японського видання |
| #                                       | Назва                                   | Тривалість                              |
| --------------------------------------- | --------------------------------------- | --------------------------------------- |
| 10.                                     | «These Streets Are Still Home to Me»    | 3:18                                    |

| Cuttings II (CD2 делюкс-видання) і додаткові композиції попереднього iTunes замовлення | Cuttings II (CD2 делюкс-видання) і додаткові композиції попереднього iTunes замовлення | Cuttings II (CD2 делюкс-видання) і додаткові композиції попереднього iTunes замовлення |
| #                                                                                      | Назва                                                                                  | Тривалість                                                                             |
| -------------------------------------------------------------------------------------- | -------------------------------------------------------------------------------------- | -------------------------------------------------------------------------------------- |
| 1.                                                                                     | «This House Is Full of Noise»                                                          | 6:22                                                                                   |
| 2.                                                                                     | «I Want a Forest»                                                                      | 3:59                                                                                   |
| 3.                                                                                     | «A Life as a Ghost»                                                                    | 4:33                                                                                   |
| 4.                                                                                     | «Human»                                                                                | 3:12                                                                                   |
| 5.                                                                                     | «For the Money»                                                                        | 5:54                                                                                   |

| Додаткова композиція бельгійського видання (2010) | Додаткова композиція бельгійського видання (2010)                  | Додаткова композиція бельгійського видання (2010) |
| #                                                 | Назва                                                              | Тривалість                                        |
| ------------------------------------------------- | ------------------------------------------------------------------ | ------------------------------------------------- |
| 10.                                               | «No Sound But the Wind» (наживо під час Rock Werchter у 2010 році) | 3:49                                              |

## Учасники запису
Editors
- Том Сміт — вокал;
- Кріс Урбанович — гітара;
- Рассел Літч — бас-гітара;
- Ед Лей — ударні.